# Fort Ticonderoga
Pour les articles homonymes, voir Ticonderoga.
Pour le fort historique, voir Fort Carillon.

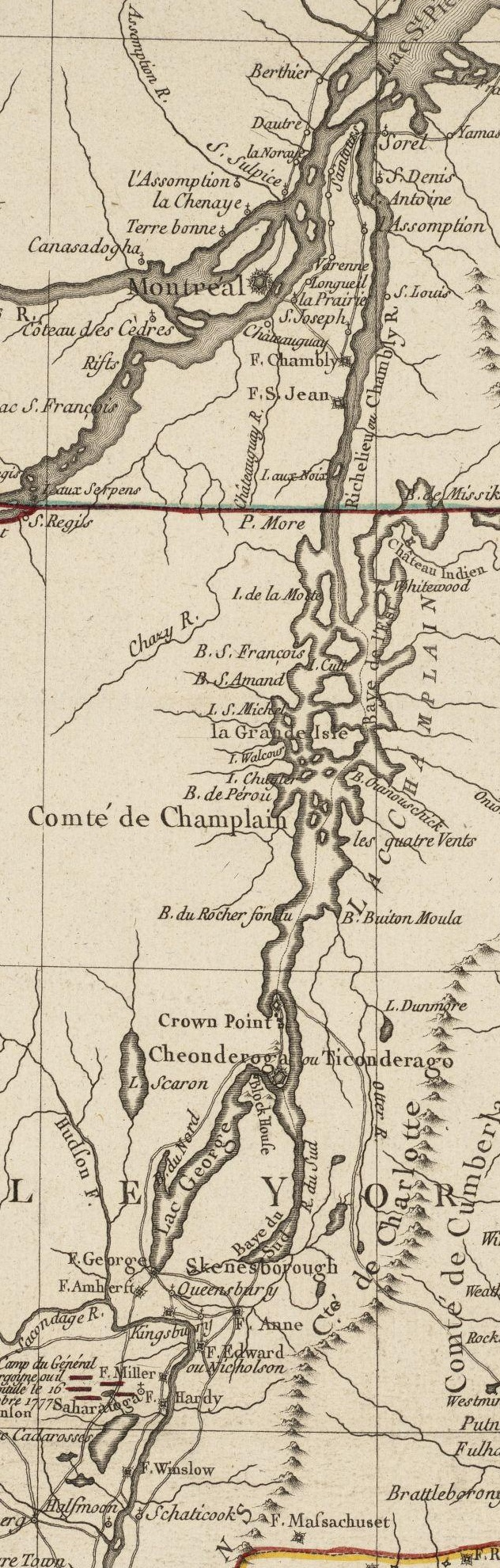
Carte de la vallée du lac Champlain, 1777.

Le Fort Ticonderoga, appelé Fort Carillon de 1755 à 1759, est un important fort construit par les Français au XVIIIe siècle à l'extrémité sud du lac Champlain en Nouvelle-France, dans l'État actuel de New York, aux États-Unis. Il a été bâti par Michel Chartier de Lotbinière, lieutenant et ingénieur ordinaire du roi, de 1755 à 1757. Le nom « Ticonderoga » provient de l'iroquois « tekontaró:ken », signifiant « à la jonction de deux cours d'eau ».
Le fort contrôle un point de portage sur la rivière La Chute, longue de 6 km entre le lac George (anciennement lac Saint Sacrement) et le lac Champlain, sur laquelle se succèdent plusieurs rapides. Il s'agissait, dans la première moitié du XVIIIe siècle, d'un point de portage stratégique sur les routes commerciales entre le bassin de l'Hudson, contrôlé par les Britanniques, et le bassin du Saint-Laurent, contrôlé par les Français. Surnommé la « clef du continent », il a été le théâtre de plusieurs batailles entre Français et Britanniques lors de la guerre de Sept Ans, puis entre Britanniques et Américains pendant la guerre d'indépendance des États-Unis.
Au cours de l'année 1777, les Britanniques abandonnent le fort à la suite de l'échec de la campagne de Saratoga et ce dernier cesse d'avoir une utilité militaire après la fin de la guerre d'indépendance des États-Unis. Le fort Ticonderoga tombe peu à peu en ruines, ses matériaux de construction, comme la pierre, le bois ou le métal, étant réutilisés par les habitants de la région. Il devient une attraction touristique au cours du XIXe siècle et ses propriétaires le restaurent au début du XXe siècle. Il abrite désormais un musée et un centre de recherches, gérés par une fondation.

## Géographie et premières explorations

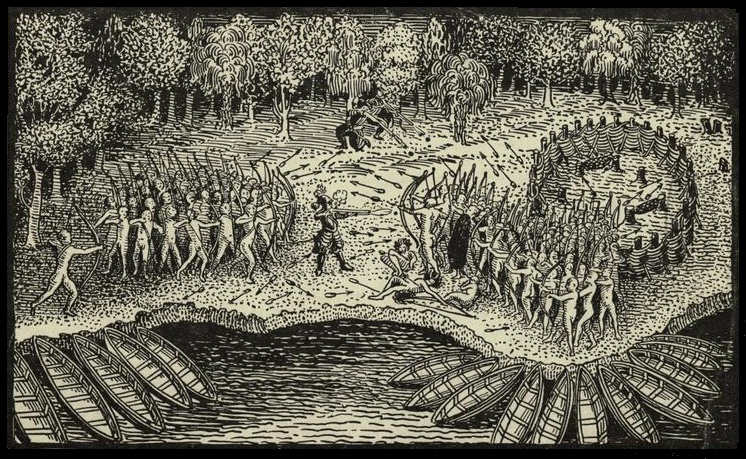
Bataille entre les Algonquins et les Iroquois, près du site de Ticonderoga. Gravure de 1885 d'après une gravure réalisée par Samuel de Champlain durant son voyage de 1609.

Le lac Champlain, qui forme la frontière entre les États américains de New York et du Vermont, et le fleuve Hudson forment une importante route utilisée par les Nord-Amérindiens avant l'arrivée des colons européens. La route est relativement dépourvue d'obstacles à la navigation, hormis quelques portages. L'un des points stratégiques de cette route est la pointe formée par le confluent de la rivière La Chute, par laquelle le lac George se jette dans le lac Champlain, et du lac Champlain. Un plateau rocheux permet de contrôler tous les accès au sud du lac Champlain, bien que le mont Defiance, culminant à 260 m, et deux autres collines — le mont Hope et le mont Independence — dominent le site.
Les Amérindiens occupent le site avant que l'explorateur français Samuel de Champlain n'y arrive en 1609. Champlain rapporte que les Algonquins, avec qui il voyageait, ont combattu un groupe d'Iroquois près d'un village indien appelé Ticonderoga. En 1642, le missionnaire français Isaac Jogues est le premier Européen à emprunter le portage de Ticonderoga, en voulant échapper à un combat entre Iroquois et Hurons.
À la fin du XVIIe siècle, les Français, qui se sont installés dans la vallée du Saint-Laurent au nord, et les Britanniques, qui se sont emparés des établissements néerlandais au sud, se disputent la région. En 1691, le colon néerlandais Pieter Schuyler construit un petit fort en palissades sur la pointe de Ticonderoga, sur la rive occidentale du lac Champlain. Ces conflits coloniaux atteignent leur apogée pendant la guerre de Sept Ans, au milieu du XVIIIe siècle.

## Construction

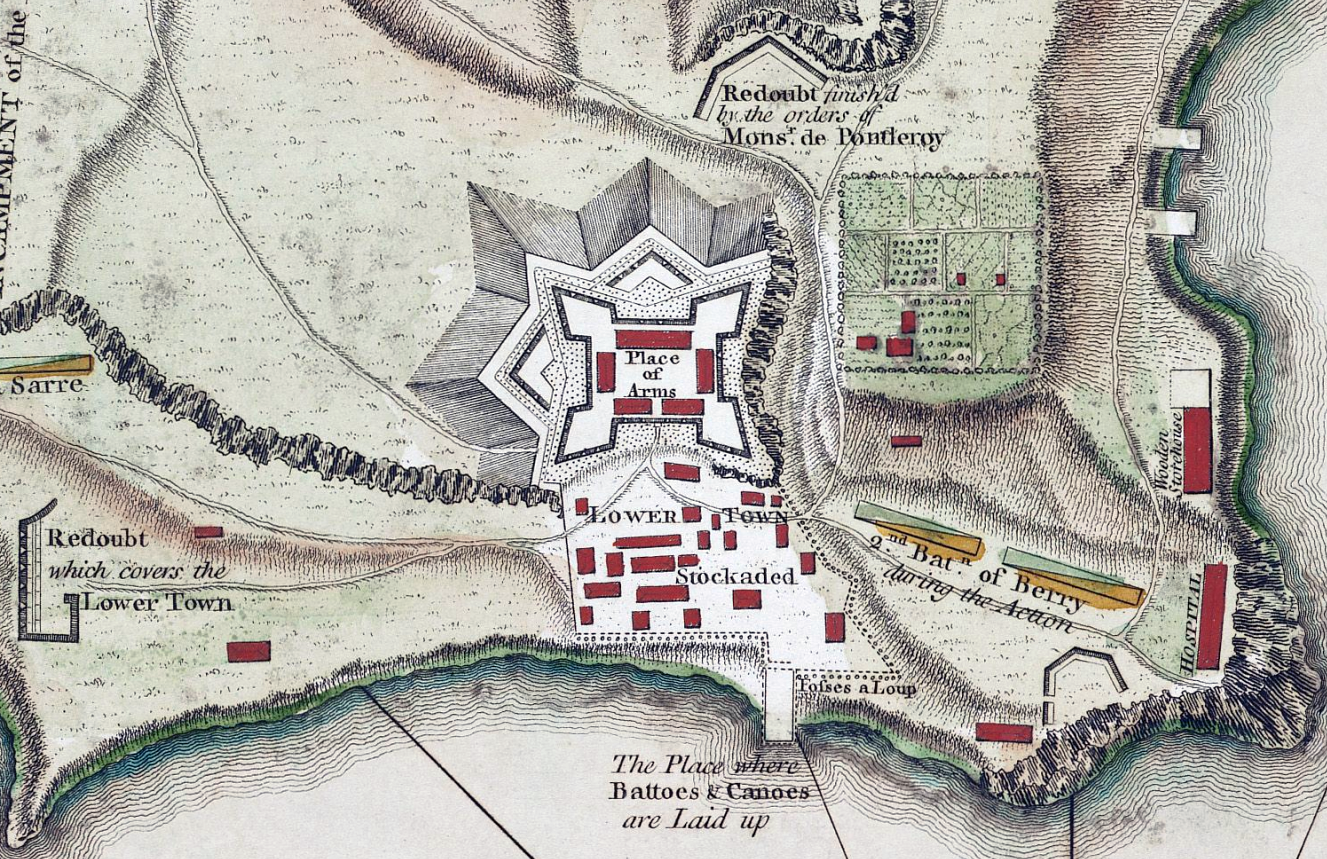
Carte de Fort Carillon, en 1758.

En 1750, une petite fortification de palissade est à nouveau construite sur la pointe. Elle est baptisée Fort Vaudreuil, du nom du gouverneur général de la Nouvelle-France Pierre de Rigaud de Vaudreuil.
Après la bataille du lac George en 1755, Vaudreuil envoie son cousin Michel Chartier de Lotbinière construire une fortification pérenne sur la pointe de Ticonderoga, que les Français appellent Fort Carillon. Le fort pourrait tirer son nom de Philippe de Carrion du Fresnoy, un colon français qui y a établi un poste commercial à la fin du XVIIe siècle. Il semble cependant plus probable que ce nom provienne de la rivière La Chute, dont le bruit des rapides évoquerait le bruit des cloches d'un carillon. La construction du fort à l'italienne, dessiné par Lotbinière inspiré par l'ingénieur militaire Vauban, commence en octobre 1755.
Les travaux progressent lentement durant les bonnes saisons des années 1756 et 1757, utilisant les troupes stationnées au Fort Saint-Frédéric et au Canada,. Les travaux de 1755 consistent prioritairement dans la construction des murs principaux et de la redoute Lotbinière, un ouvrage destiné à couvrir principalement La Chute. L'année suivante voit la construction des quatre bastions et d'une scierie près de la rivière. La construction de l'ouvrage ralentit en 1757, en raison de l'attaque du Fort William Henry par Montcalm qui mobilise les troupes. Les baraquements et les demi-lunes ne sont pas achevés avant le printemps 1758.

### Murs et bastions
Les Français ont construit Fort Carillon pour contrôler les accès sud au lac Champlain. Le bastion Germain regarde vers le nord-ouest et le bastion de la Reine est orienté au nord-est. Ces deux importants bastions protègent les accès au lac Champlain par la terre. Ils sont renforcés par deux demi-lunes orientées respectivement au nord et à l'ouest. Les bastions Joannes et Languedoc, orientés au sud, protègent les accès maritimes au lac.
Les murs ont une hauteur de 2,1 m et une épaisseur de 4,3 m. L'ensemble est entouré par un glacis et des fossés secs profonds de 1,5 m et larges de 4,3 m. Ces murs sont à l'origine des poutres comblées avec de la terre, rapidement remplacées par des pierres extraites d'une carrière voisine, bien que cela ne soit jamais véritablement effectué en totalité. Lorsque les principales défenses ont été achevées, Fort Carillon est armé avec des canons apportés de Montréal et de Fort Saint-Frédéric,.

### Intérieurs et extérieurs
Le fort abrite trois baraquements et quatre entrepôts. L'un des bastions abrite une boulangerie capable de produire soixante miches de pain par jour. Un magasin à poudre a été taillé dans l'escarpement rocheux sous le bastion Joannes. Toutes les constructions à l'intérieur du fort ont été bâties en pierre.
Une palissade protège la zone comprise entre le sud du fort et la rive du lac. Ce site constituait le point d'accostage des canots et abritait plusieurs lieux d'entreposage additionnels nécessaires au fonctionnement du fort. Lorsqu'il est devenu clair, en 1756, que le fort avait été bâti trop à l'ouest du lac, une redoute supplémentaire a été dressée à l'extrémité de la pointe pour couvrir le lac.

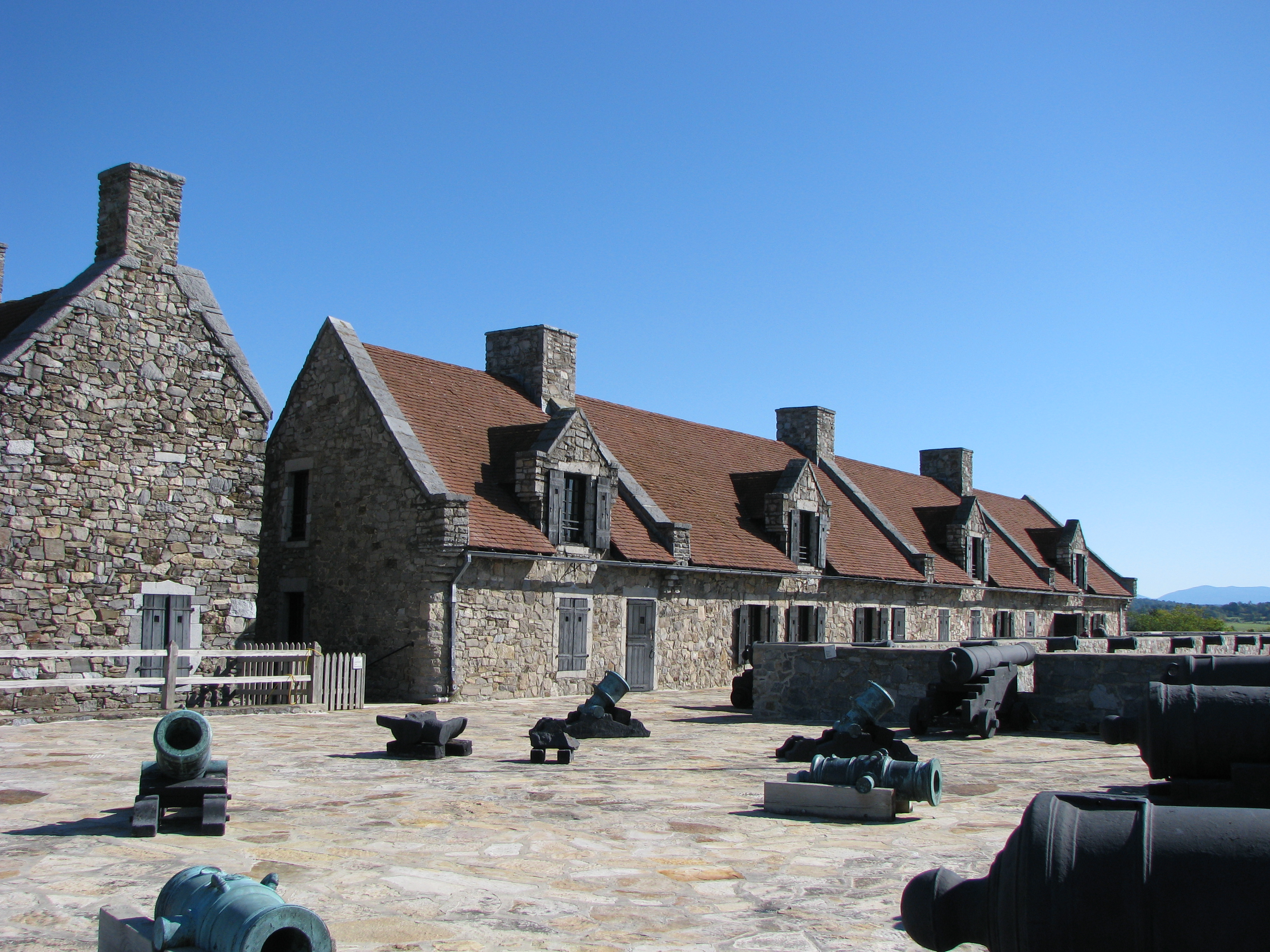
Baraquements des officiers, à droite, et des soldats, à gauche, vus depuis le bastion Languedoc.
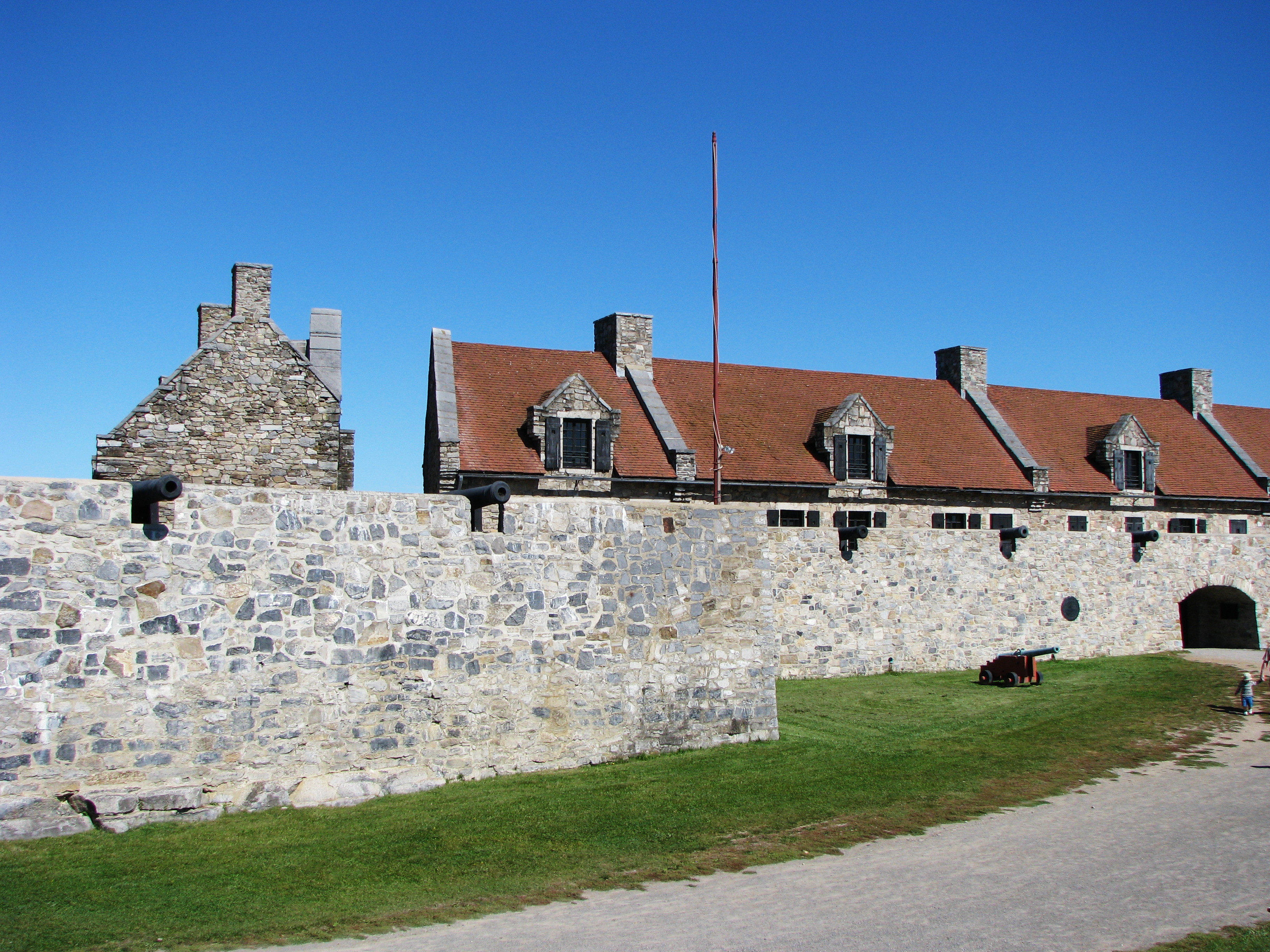
Le bastion Languedoc, le baraquement des officiers et celui des soldats, l'entrée du fort.
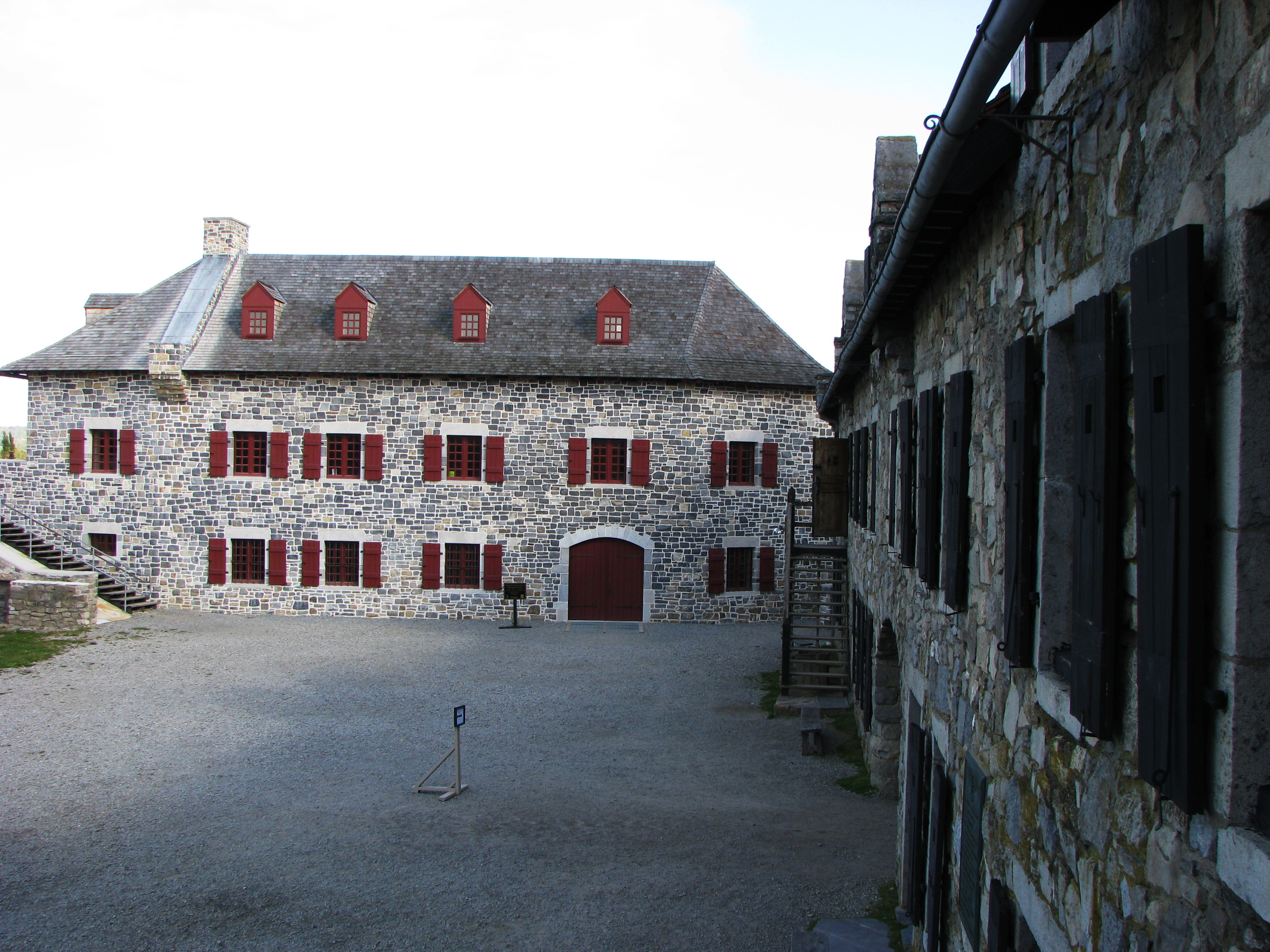
Entrepôts et magasin à poudre, baraquements des soldats.
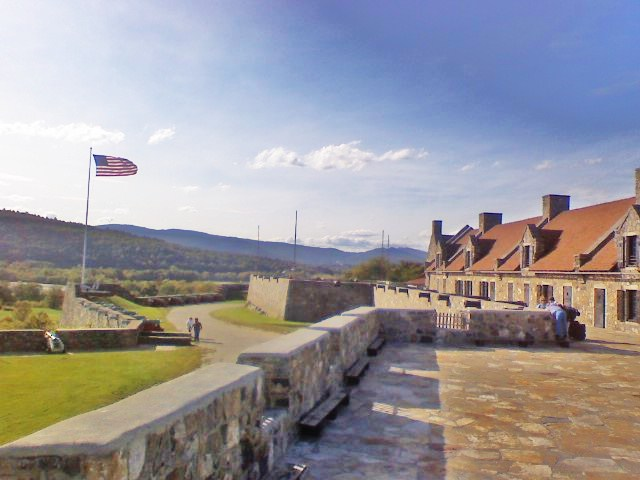
Le fort vu depuis le bastion Joannes.
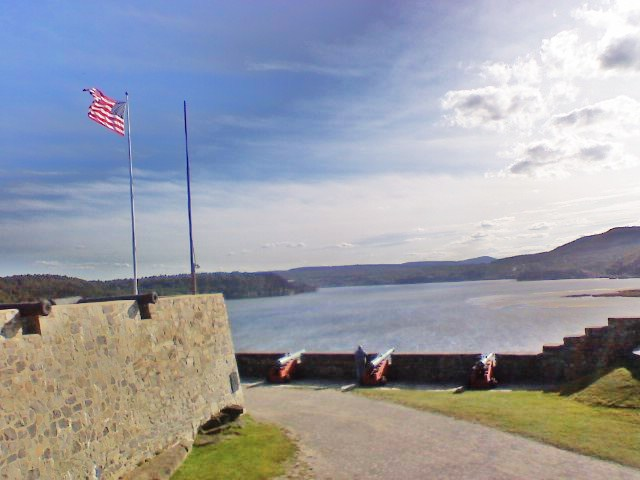
Vue sur le lac Champlain, en direction du sud.
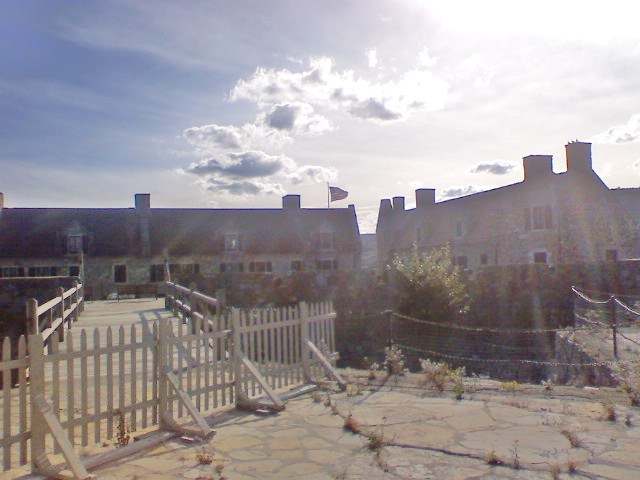
Le fort vu depuis la demi-lune nord.
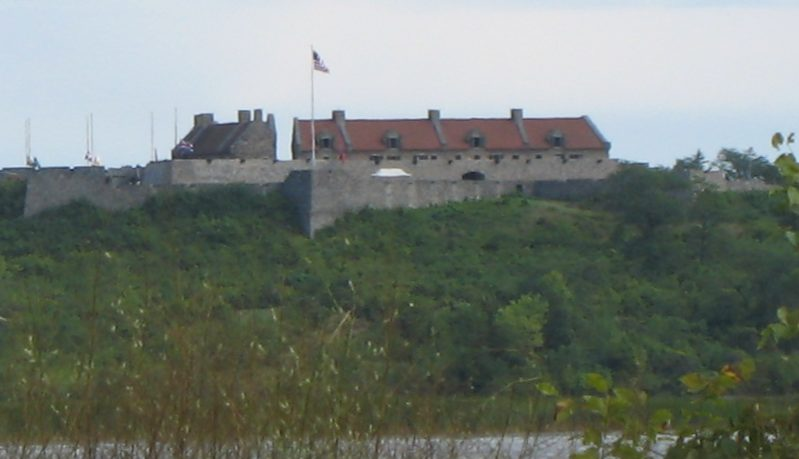
Vue du fort depuis le lac Champlain.
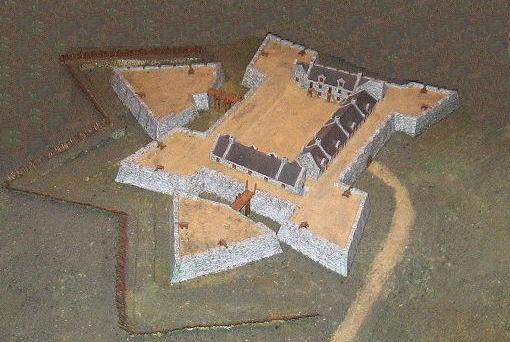
Maquette du fort.

### Analyse
Le fort est achevé en 1758. Le marquis de Montcalm, maréchal de camp et commandant des troupes régulières françaises, et deux ingénieurs militaires inspectent la fortification et critiquent presque tous ses aspects : les bâtiments sont trop grands et, par conséquent, forment des cibles faciles pour l'artillerie, le magasin à poudre fuit et la maçonnerie est de piètre qualité. Il semble cependant que l'accent n'ait pas été mis sur la principale faiblesse de la position : l'existence de trois collines – le mont Hope au nord-ouest, le mont Defiance au sud-ouest et le mont Independence au sud-est, de l'autre côté du lac – dominent Fort Carillon, l'exposant à l'artillerie adverse. Montcalm est notamment accompagné de Nicolas Sarrebource de Pontleroy, ingénieur général de la Nouvelle-France, préféré dans cette fonction à Lotbinière, suspecté de tirer profit de ses liens de parenté avec Vaudreuil. Pontleroy écrit plusieurs rapports particulièrement négatifs sur Lotbinière, dont la carrière est brisée.
William Nester, dans son étude exhaustive de la bataille de Fort Carillon, remarque d'autres problèmes dans la construction du fort. Le fort est trop petit, environ 150 m, pour une fortification inspirée par Vauban et il peut contenir à peine plus de 400 hommes. Les capacités d'entreposage sont trop faibles, rendant nécessaire la construction d'entrepôts et de réserves à l'extérieur des murs, dans un espace exposé. Sa citerne était petite et la qualité de l'eau était réputé mauvaise,.

## Histoire militaire

### Guerre de Sept Ans

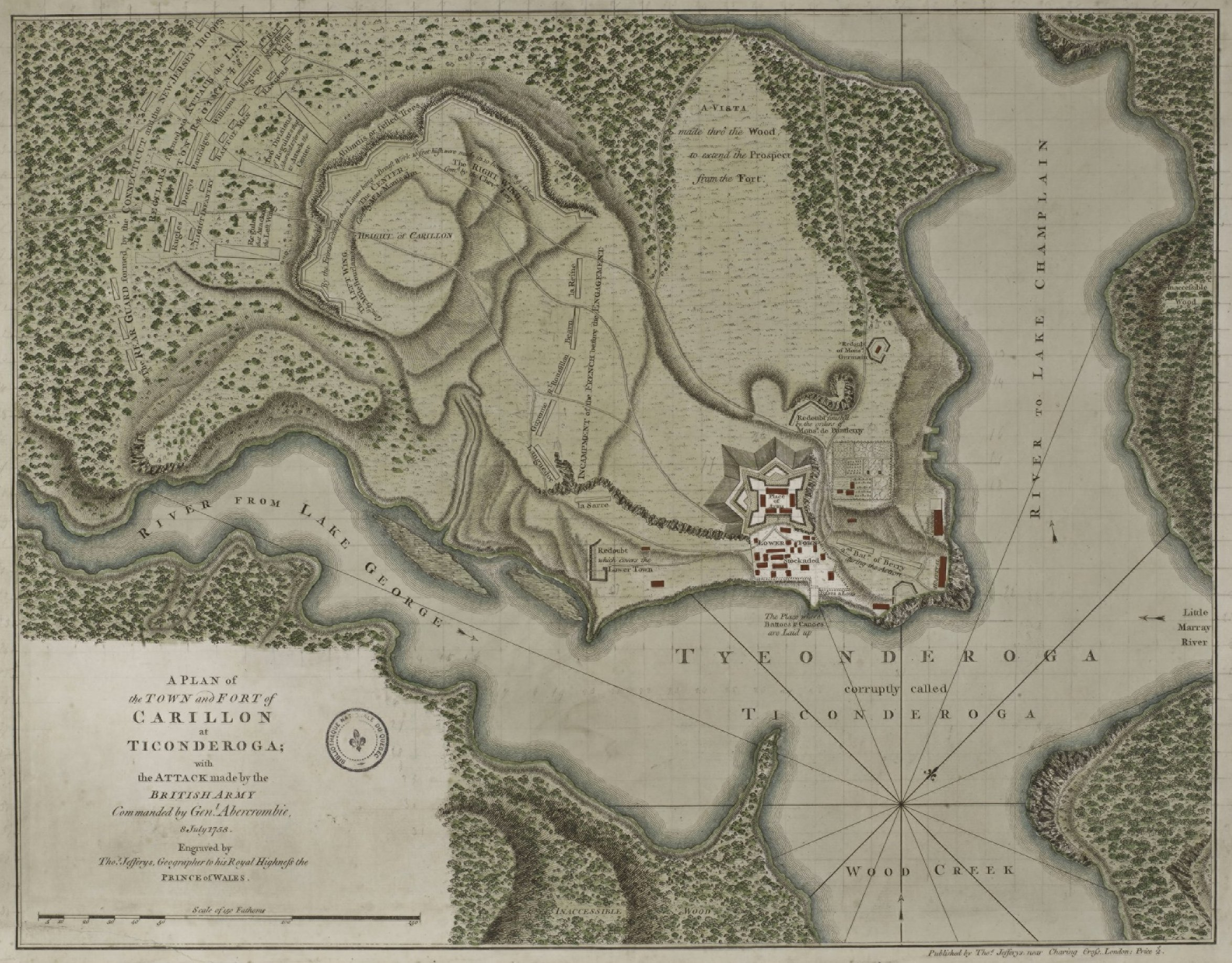
Carte de la bataille de Fort Carillon, 1758.

En août 1757, les troupes commandées par Montcalm quittent Fort Carillon et capturent Fort William Henry, sur la rive sud du lac George. Cette victoire, accompagnée d'une série d'actions victorieuses des Français, conduit les Britanniques à préparer une attaque de grande envergure contre Fort Carillon, dans leur stratégie globale de guerre contre le Canada français. En juin 1758, le général britannique James Abercrombie regroupe une force militaire importante au Fort William Henry en préparation d'une campagne contre la vallée du lac Champlain. Cette armée débarque à l'extrémité nord du lac George, à quelques kilomètres du Fort Carillon le 6 juillet. Le général George Howe, commandant en second l'expédition et considéré comme l'un des meilleurs officiers britanniques, est tué au cours d'une reconnaissance. Troublé, Abercombie fait alors preuve d'hésitations et ralentit la marche de son armée. L'échec d'Arbecombie à se porter directement sur le fort le 7 juillet permet au marquis de Montcalm d'améliorer les défenses du fort. Les Français construisent en deux jours une série de retranchements autour d'une petite colline située à environ un kilomètre a nord-ouest du fort et mettent en place un abattis en contrebas de ces retranchements.

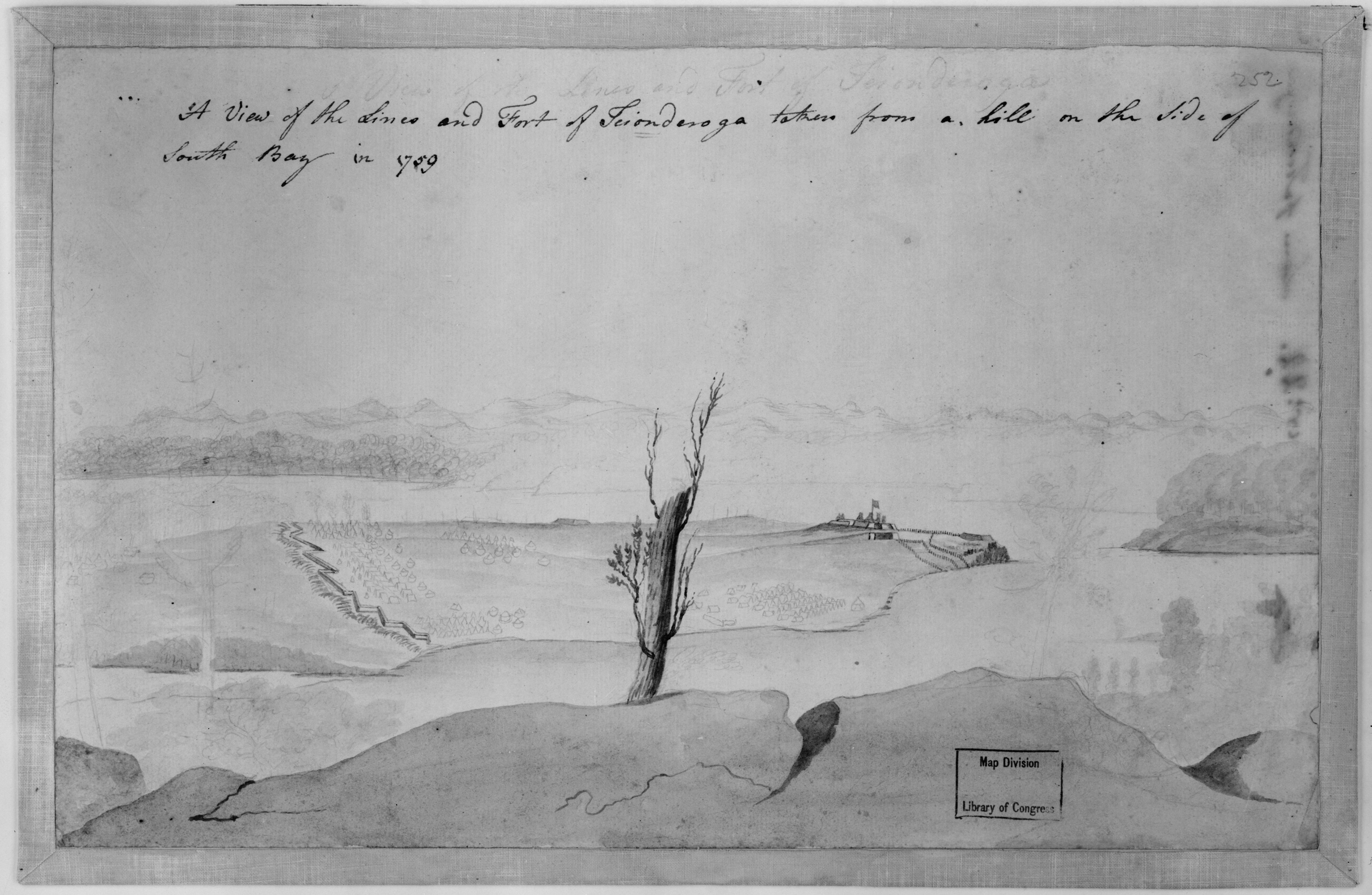
Vue de Fort Carillon depuis le mont Defiance, pendant la bataille de 1759.

Le 8 juillet 1758, Abercombie ordonne une attaque frontale contre les préparatifs défensifs français. Il décide d'avancer rapidement sur les quelques défenseurs français, choisissant de renoncer à son artillerie et de se reposer sur la supériorité numérique de ses 16 000 hommes. Mais les 4 000 Français, retranchés et bénéficiant du soutien de l'artillerie, infligent aux Britanniques une sévère défaite. Bien que les canons du fort ont été peu utilisés, en raison de la distance le séparant du champ de bataille, la bataille de Fort Carillon lui a conféré sa réputation de place imprenable, ce qui a influencé les futures opérations militaires dans la région, notamment pendant la guerre d'indépendance américaine. Après la victoire française, Montcalm, qui anticipait une nouvelle attaque britannique, ordonne la construction de deux redoutes au nord-est du fort, les redoutes Germain et Pontleroy, du nom des ingénieurs qui les ont bâties,. Toutefois, les Britanniques ne lancent pas de nouvelle attaque et les Français se retirent en novembre, ne laissant qu'une faible garnison pour l'hiver.

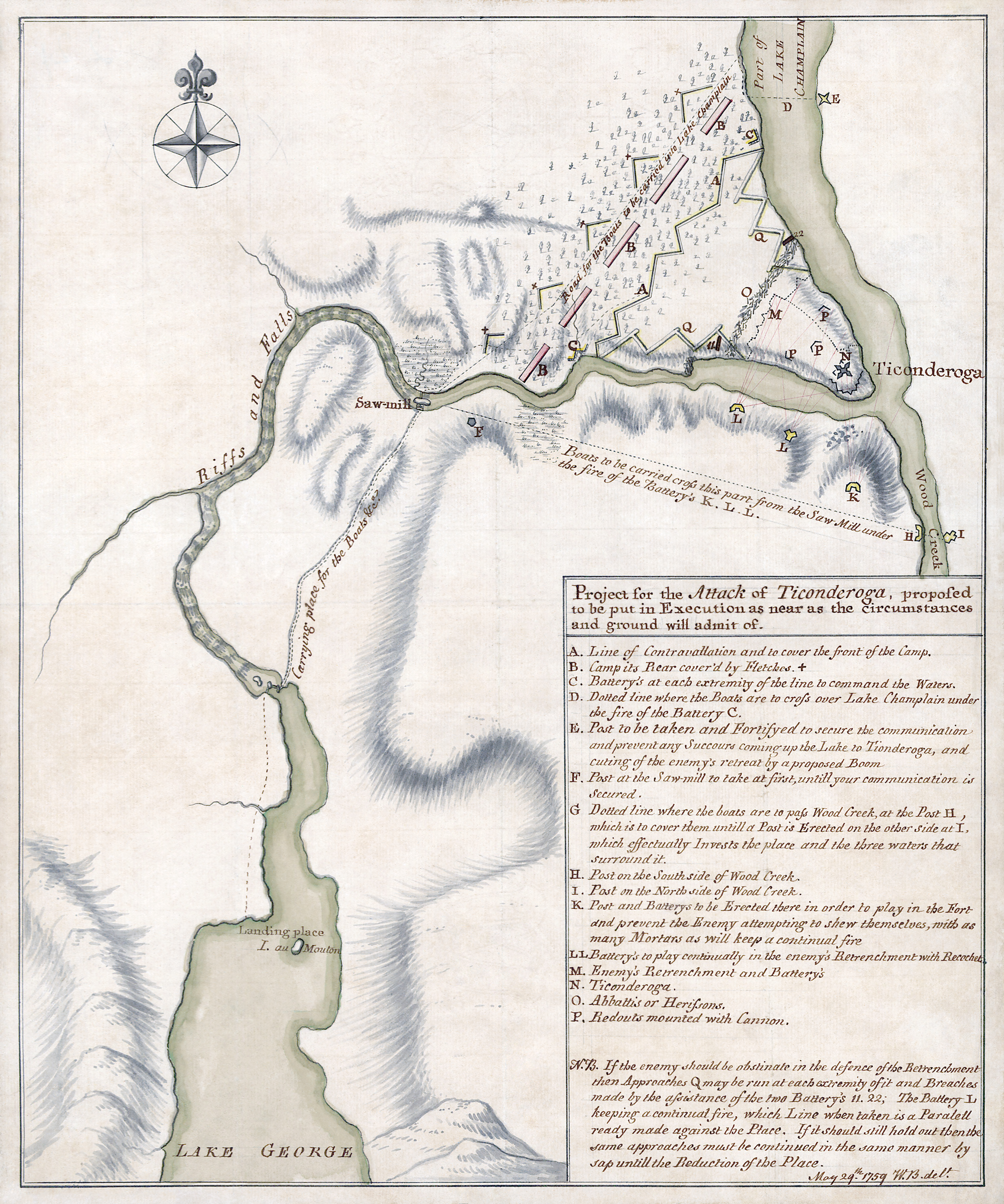
Plan d'attaque de Ticonderoga, proposé pour une mise en exécution pourvu que les circonstances et le terrain le permettent.

Fort Carillon est capturé par les Britanniques l'année suivante, au cours de la bataille de Ticonderoga. Le 21 juillet 1759, 11 000 soldats commandés par le général Jeffery Amherst s'approchent du fort avec leur artillerie, ne rencontrant pas de résistance française. En effet, le colonel François-Charles de Bourlamaque a évacué le fort dès qu'il eut connaissance de l'arrivée des Britanniques, conformément aux instructions de Montcalm. Il ne laisse que 400 hommes sur le commandement du capitaine Louis-Philippe Le Dossu d'Hébécourt. Le 26 juillet, Hébécourt abandonne à son tour le fort, après l'avoir fait sauter et détruit ses canons. Le magasin à poudre est détruit mais le reste du fort n'est pas sérieusement endommagé. Malgré les travaux entrepris par les Britanniques en 1759 et 1760 pour le restaurer, le fort, désormais appelé Fort Ticonderoga, ne joue plus aucun rôle significatif dans la suite du conflit. Après la guerre, les Britanniques y laissent une petite garnison qui laisse le fort se délabrer. En 1773, le général Frederick Haldimand, qui commande Fort Ticonderoga, écrit qu'il est « dans un état de ruines ».

### Débuts de la guerre d'indépendance

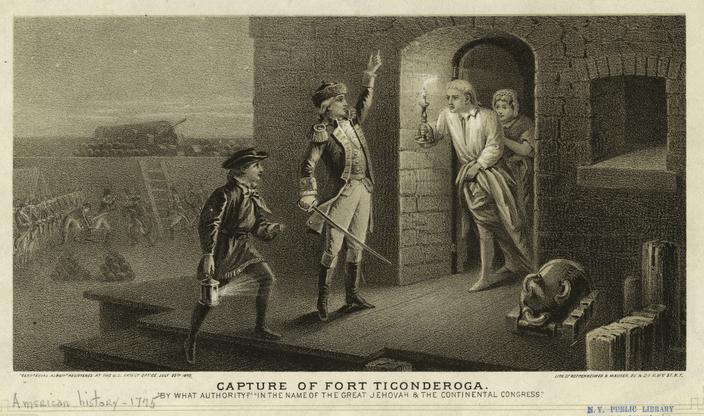
Ethan Allen demande la reddition de Fort Ticonderoga.

En 1775, Fort Ticonderoga, en ruines, n'est plus occupé que par une présence symbolique. Le 10 mai, moins d'un mois après le début de la guerre d'indépendance américaine à Lexington et Concord, cette garnison composée de 48 hommes est surprise par la milice des Green Mountain Boys, aidés par des volontaires du Massachusetts et du Connecticut et conduits par Ethan Allen et Benedict Arnold. Allen aurait lancé au commandant du fort, le capitaine William Delaplace : « Come out, you old rat! » (« Sors de là, vieux rat ! »). Il dit plus tard qu'il demanda la reddition de Delaplace « au nom du Grand Jéhovah et du Congrès continental ». Quoi qu'il en soit, sa demande de reddition a été faite au lieutenant Jocelyn Feltham et non au commandant du fort, qui remit son épée un peu plus tard. Arnold reste à Ticonderoga jusqu'au 17 juin 1775, quand 1 000 soldats du Connecticut commandés par  le capitaine Benjamin Hinman arrivent pour prendre la relève et reconstruire le fort. À cause de manœuvres politiques et de mauvaises communications, Arnold n'a pas été informé de l'arrivée de Hinman et refuse de lui céder le commandement. Une délégation venue du Massachusetts – qui avait commissionné Arnold – est amenée pour clarifier la situation. Benedict Arnold remet finalement le fort entre les mains de Hinman et quitte Ticonderoga le 22 juin. Au cours de l'hiver 1775-1776, les canons de Fort Ticonderoga sont conduits par le colonel Henry Knox à Boston, assiégé par les insurgents. L'utilisation de ces canons, déployés à Dorchester Heights, est décisive, contraignant les Britanniques à évacuer la capitale de la Nouvelle-Angleterre le 17 mars 1776.
Avec la capture du fort, obtenue sans le moindre échange de coup de feu, les patriotes gagnent un accès à la vallée Champlain et, à partir du mois de juillet, Fort Ticonderoga sert de point de rassemblement pour préparer l'invasion du Canada lancée fin août dans le but d'impliquer les Canadiens dans la révolte. Sous le commandement des généraux Philip Schuyler et Richard Montgomery, hommes, armes et matériel sont accumulés au cours des mois de juillet et août. Le 28 août, après avoir été informé que les Britanniques se préparaient à lancer une attaque depuis Fort Saint-Jean, Montgommery lance ses 1 200 hommes sur le lac Champlain. Fort Ticonderoga continue à servir de base pour les opérations au Canada, jusqu'à la bataille et le siège de Québec malgré la mort de Montgomery le 31 décembre 1775. En mai 1776, les Britanniques envoient des renforts à Québec, brisent le siège et repoussent les Américains sur le lac Champlain. Après la défaite américaine à la bataille de l'île Valcour en octobre, les Américains perdent toute chance de rallier le Québec à leur cause. 1 700 soldats hivernent alors à Fort Ticonderoga sous le commandement du colonel Anthony Wayne.

### Siège de 1777

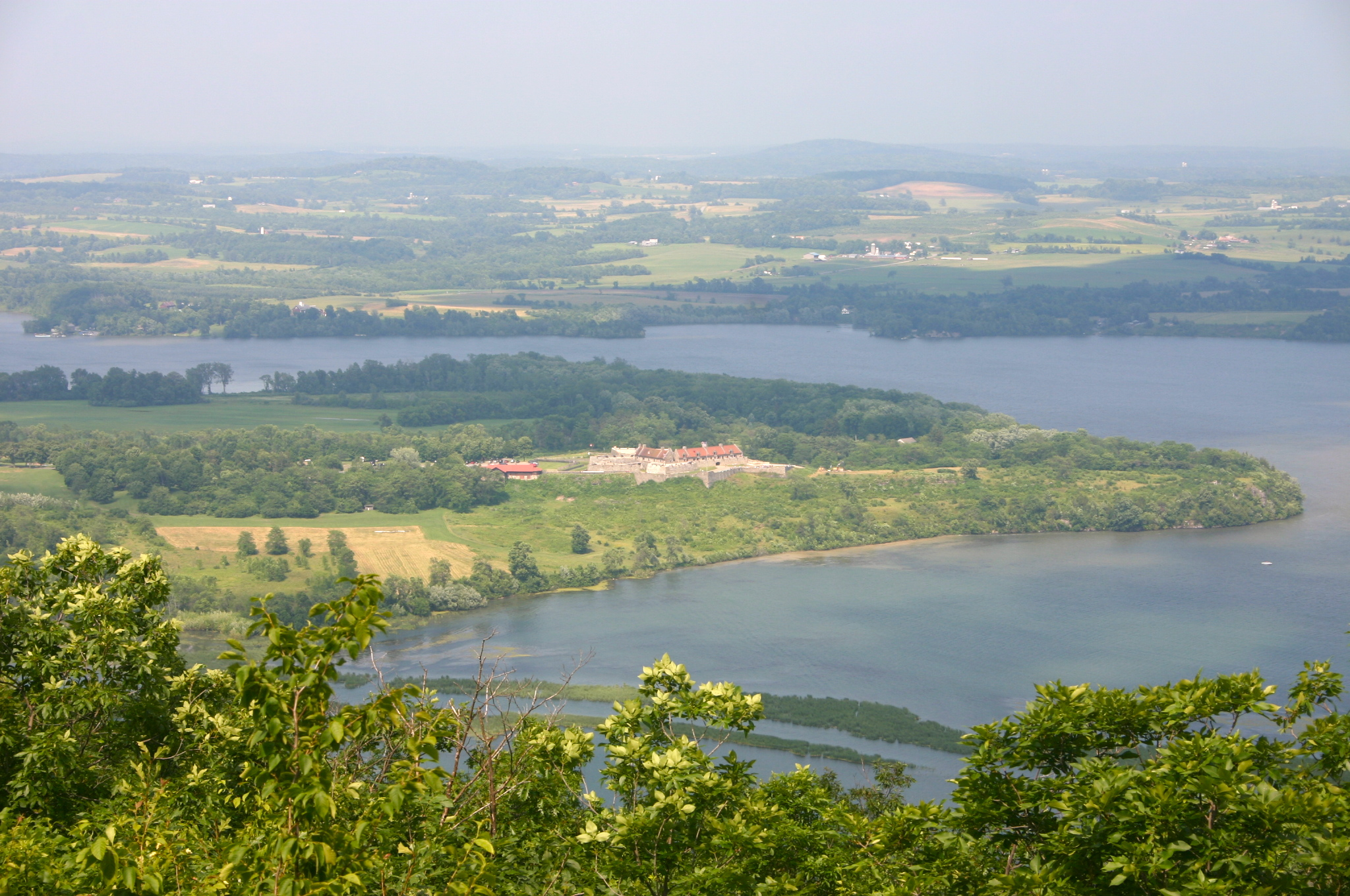
L'embouchure de la rivière La Chute, Fort Ticonderoga et le lac Champlain, vus depuis le mont Defiance.

Au cours de l'été 1776, les généraux américains Schuyler, commandant le front nord, et Horatio Gates, commandant Fort Ticonderoga, renforcent substantiellement les défenses de Fort Ticonderoga. Sur la rive opposée du lac Champlain, distant d'un kilomètre, le mont Independence est fortifié pour prévenir toute attaque venant du nord. En bas de la colline, sur le rivage, des tranchées sont creusées et un pont flottant est jeté pour rejoindre Fort Ticonderoga. Au bord de l'escarpement rocheux, une batterie en fer à cheval est mise en place tandis qu'un petit fort, appelé Fort Independence, est construit au sommet de la colline, protégé par plusieurs redoutes. Le mont Defiance, réputé inaccessible, n'est pas fortifié.

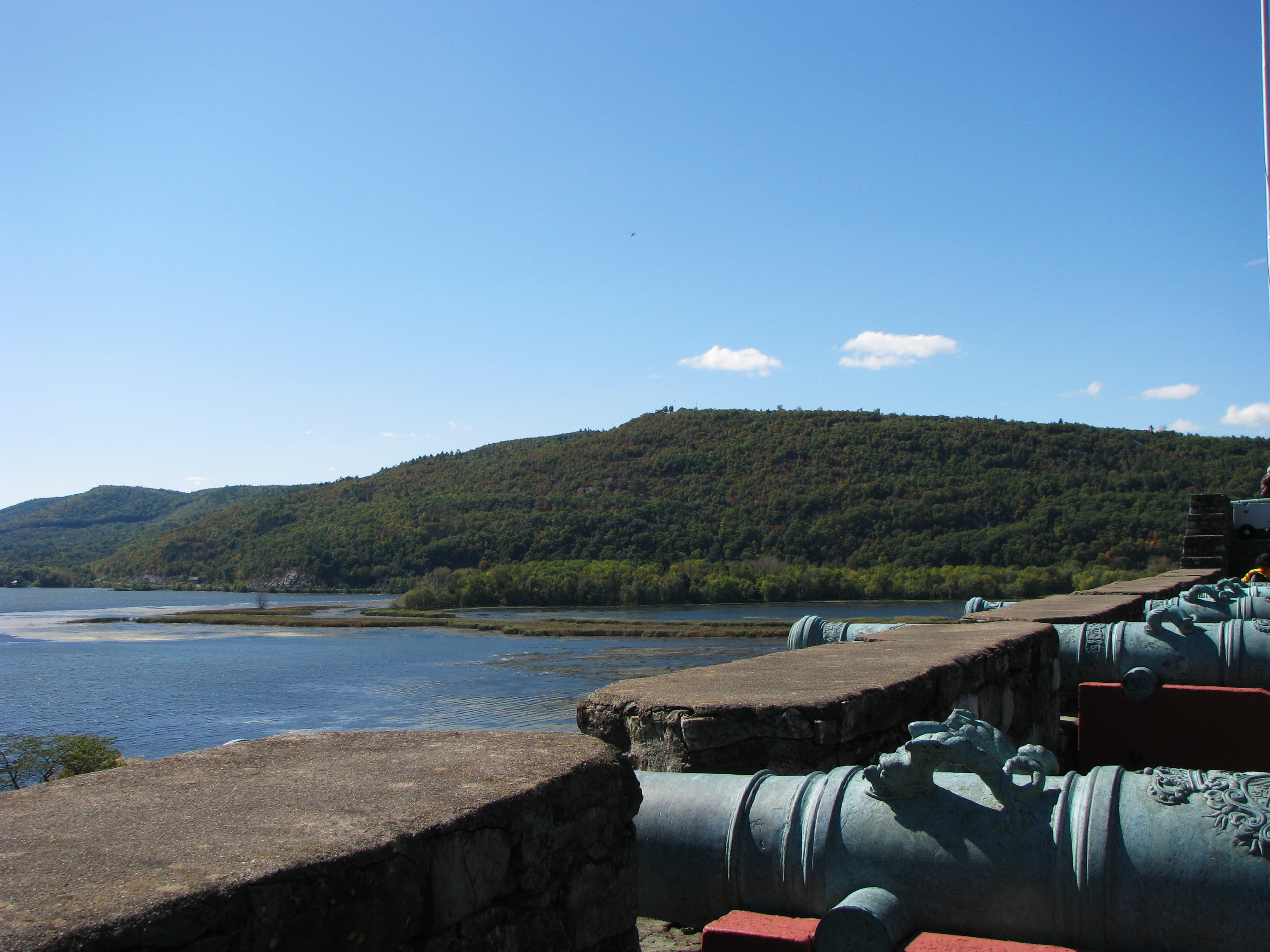
Mont Defiance vu depuis les terrasses de Fort Ticonderoga.

En mars 1777, les généraux américains s'attendent à une attaque britannique sur l'Hudson. Le général Schuyler demande le renforcement de la garnison de Fort Ticonderoga à hauteur de 10 000 hommes et l'envoi de 2 000 autres sur la rivière Mohawk. George Washington, qui n'est jamais venu à Fort Ticonderoga, pense qu'une attaque venant du nord est improbable, en raison de sa réputation de fort inexpugnable. Cette idée, combinée aux incessantes attaques sur l'Hudson par les forces britanniques basées à New York, conduit Washington à croire que toute attaque de la région d'Albany se fera par le sud, coupant les voies de ravitaillement du fort, avec pour conséquence son évacuation. Ainsi, aucune mesure n'est prise pour poursuivre la fortification de Ticonderoga ou augmenter sa garnison. Cette garnison, composée d'environ 2 000 soldats placés sous les ordres du général Arthur St. Clair, est trop faible pour couvrir l'ensemble des fortifications de Ticonderoga.
Le général Gates est conscient que le mont Defiance menace Fort Ticonderoga. Le peintre John Trumbull, alors adjudant-général adjoint de Gates, l'a démontré en 1776 quand un coup de canon tiré depuis le fort avait atteint le sommet de la colline. Plusieurs officiers qui ont inspecté le mont Defiance ont remarqué des approches possibles pour des affûts d'artillerie. Toutefois, en raison de la faible garnison de Ticonderoga, la colline n'est pas défendue. Lorsqu'Anthony Wayne quitte Fort Ticonderoga en avril 1777 pour rejoindre l'armée de Washington, il lui écrit que tout allait bien et que « le fort ne pourrait être pris sans d'importantes effusions de sang ».
En juin 1777, le général John Burgoyne et 7 800 Britanniques et Hessois quittent Québec en direction du sud. Après s'être emparé sans résistance de Fort Crown Point, construit près des ruines de Fort Saint-Frédéric, le 30 juin, Burgoyne prépare le siège de Fort Ticonderoga. Il comprend l'avantage tactique que représente les hauteurs proches du fort : il contourne le fort par l'ouest et ordonne à ses hommes de hisser leurs canons au sommet du mont Defiance et du mont Hope. Enfin, il occupe les « lignes françaises » construites par Montcalm vingt ans auparavant. Confronté au bombardement imminent depuis ces hauteurs, le général St. Clair ordonne l'évacuation de Ticonderoga le 5 juillet 1777, avant même qu'un coup de canon ne soit tiré. Le lendemain, Burgoyne en prend possession, lançant ses avant-gardes à la poursuite des Américains. En apprenant la prise de Fort Ticonderoga, Washington a déclaré que cet événement n'avait pas été « envisagé, que cela dépassait [pour lui] les limites de l'entendement ». La nouvelle de la capture du « bastion imprenable » sans combat provoque « la plus grande surprise et la plus grande alarme » à travers toutes les colonies. Devant le tollé général, le général St. Clair est traduit devant une cour martiale en 1778 qui le blanchit de toutes les charges.

### Une dernière attaque
Après la capture de Fort Ticonderoga, les Britanniques y laissent une garnison de 700 hommes, commandée par le général Henry Watson Powell. 500 soldats occupent le mont Independence tandis que 100 autres occupent Ticonderoga et que les 100 restants construisent un fortin sur le mont Defiance. George Washington envoie le général Benjamin Lincoln dans les New Hampshire Grants pour « diviser et distraire l'ennemi ». Sachant que les Britanniques gardent des prisonniers américains dans la région, Lincoln décide de mettre à l'épreuve les défenses britanniques. Le 13 septembre, il envoie 500 hommes à Skenesboro, abandonné par les Britanniques, et 500 autres de part et d'autre du lac Champlain en direction de Fort Ticonderoga. Le colonel John Brown conduit les troupes sur la rive occidentale avec instruction de libérer les prisonniers qu'il rencontrerait et d'attaquer le fort si cela semblait réalisable.
Tôt dans la matinée du 18 septembre, Brown surprend un groupe de soldats britanniques gardant des prisonniers américains près du début du portage au nord du lac George, pendant qu'une partie de ses troupes se faufile jusqu'au sommet du mont Defiance et capture l'équipe de construction du fortin endormie. Brown et ses hommes descendent ensuite le portage vers le fort, surprenant sur leur route plusieurs groupes de Britanniques et libérant leurs prisonniers. La garnison de Fort Ticonderoga ignore tout de l'avancée américaine jusqu'à ce que les hommes de Brown et les Britanniques s'accrochent sur les lignes françaises. Brown apporte deux canons de 6 livres capturés et commence à tirer sur le fort. Les Américains bombardent également Fort Ticonderoga depuis le mont Defiance à l'aide d'un canon de 12 livres. La colonne devant attaque le mont Independence, la garnison britannique du site a eu le temps de se préparer, en entendant les échanges de tirs de l'autre côté du lac. Leur défense, aussi bien leurs salves de mousqueterie que par les tirs de quelques navires ancrés dans le lac, décourage les Américains d'attaquer le mont Independence. La situation reste bloquée et les deux parties échangent des tirs pendant plusieurs jours. Le 21 septembre, cent Hessois arrivent de la vallée de la rivière Mohawk pour renforcer le fort assiégé. Brown finit par envoyer cinq parlementaires proposer un cessez-le-feu. Les défenseurs de Fort Ticonderoga leur tirent dessus, en tuant trois. Réalisant qu'il ne pourrait pas s'emparer du fort par les armes, Brown se retire. Il détruit plusieurs chalands et s'empare d'un navire sur le lac George, effectuant quelques coups de main contre des positions britanniques en bordure du lac. Son action permet la libération de 118 Américains et la capture de 293 Britanniques, tout en ne perdant que moins de dix hommes.

### Abandon
À la suite de la reddition de Burgoyne à Saratoga le 17 octobre 1777, Fort Ticonderoga n'a plus d'importance stratégique. En novembre 1777, les Britanniques abandonnent le fort, ainsi que Fort Crown Point, distant de 20 km. Les deux garnisons détruisent les forts autant qu'elles le peuvent avant leur retraite. Fort Ticonderoga est épisodiquement occupé par des groupes britanniques isolés dans les années suivantes et il est définitivement abandonné après la capitulation de Cornwallis à Yorktown en octobre 1781. Après la guerre, les habitants de la région se servent du fort comme d'une carrière et d'une réserve de matériaux pour leurs propres constructions, allant jusqu'à fondre ses canons.

## Attraction touristique

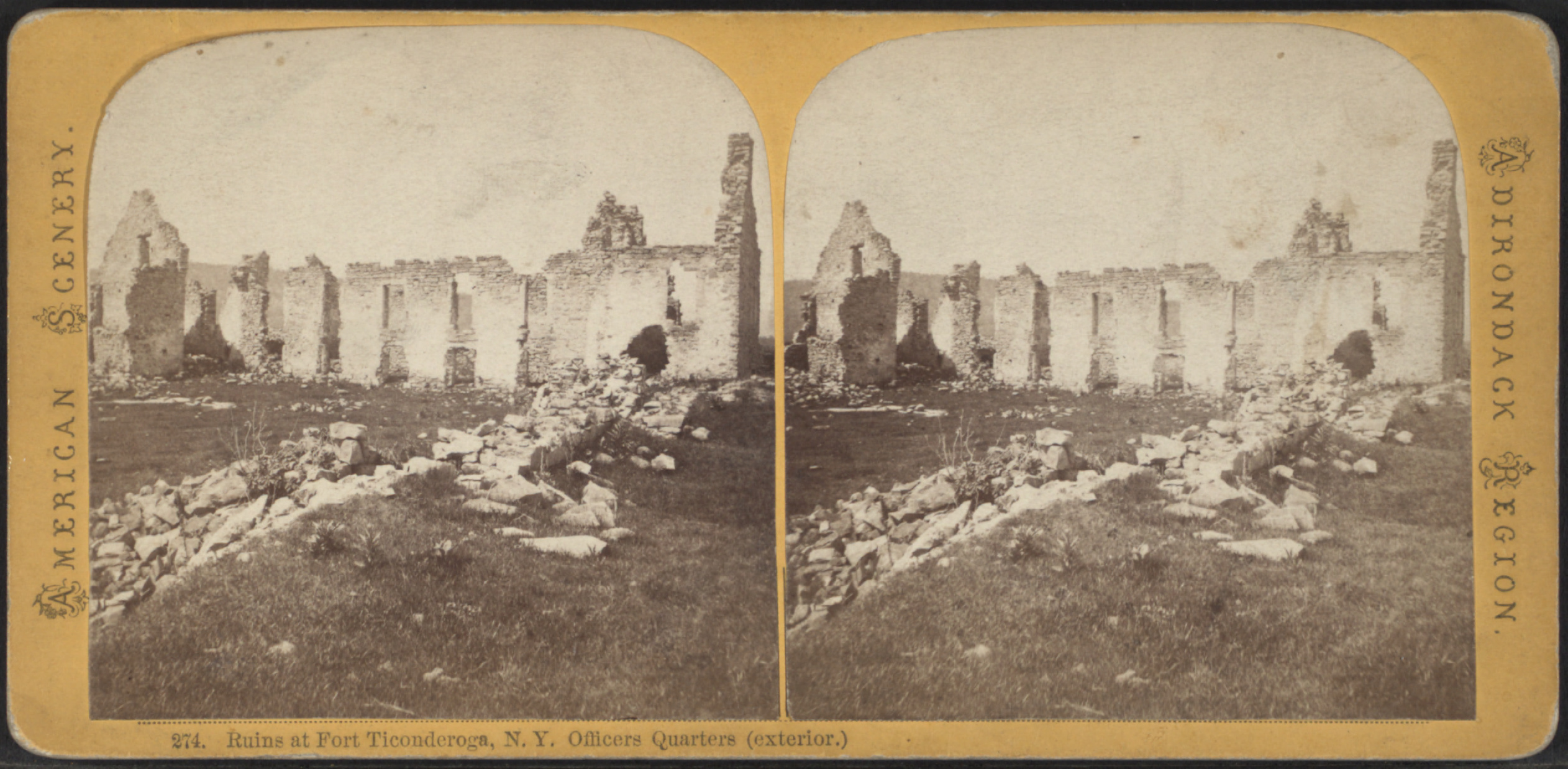
Vues stéréoscopiques des ruines de Fort Ticonderoga à la fin du XIXe siècle.

En 1785, le fort devient propriété de l'État de New York. Il en fait don à l'université Columbia de New York et à l'Union College de Schenectady en 1803 avant que le fort ne soit racheté par l'homme d'affaires William Ferris Pell en 1820. En 1826, Pell construit sa résidence d'été à proximité immédiate du fort, dans le « jardin du roi » qu'il réhabilite, étant passionné d'horticulture. Cette résidence, appelée le Pavilion, devient un hôtel pour les touristes qui viennent visiter les ruines de Fort Ticonderoga, à partir de 1840. En 1848, le peintre de l'école de l'Hudson River Russell Smith peint Ruins of Fort Ticonderoga, décrivant l'état du fort.

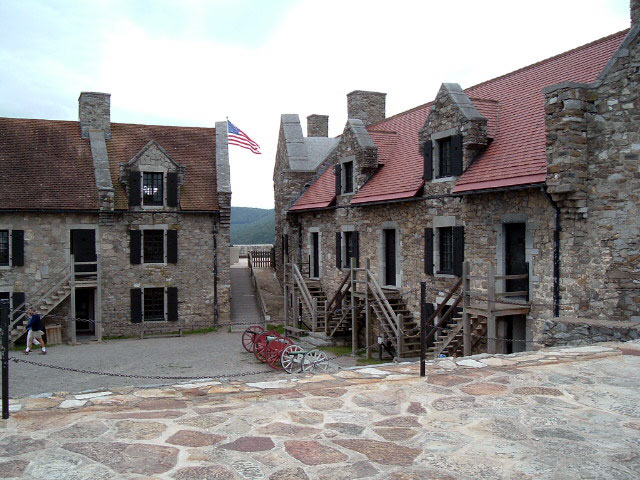
Baraquements restaurés de Fort Ticonderoga.

La famille Pell, qui compte parmi ses membres plusieurs personnalités politiques américaines – de William C. C. Claiborne, premier gouverneur de la Louisiane à Claiborne Pell, sénateur du Rhode Island – restaure le fort en 1909 et l'ouvre formellement au public. Le président William Howard Taft assiste aux cérémonies, qui commémorent le tricentenaire de la première exploration du lac Champlain par les Européens. Stephen Pell, qui est le fer de lance de la restauration, fonde la Fort Ticonderoga Association en 1931, qui gère le fort depuis cette date. Les fonds pour la restauration viennent notamment de Robert M. Thompson, magnat philanthrope et beau-père de Pell. Pendant la première moitié du XXe siècle, la fondation acquiert la plupart des terrains entourant Fort Ticonderoga, y compris le mont Defiance, le mont Independence et une grande partie du mont Hope. Le gouvernement britannique fournit 14 canons de 24 livres afin de réarmer le fort. Ces canons ont été fondus en Grande-Bretagne pendant la guerre d'indépendance mais n'ont jamais été envoyés en Amérique en raison de la fin du conflit.
Fort Ticonderoga est maintenant une attraction touristique, un musée d'histoire militaire américaine et un centre de recherche.
Le site est classé depuis le 9 octobre 1960 comme National Historic Landmark. Ce classement inclut le fort en lui-même, le mont Defiance et le mont Independence. Il a été ajouté au Registre national des lieux historiques en 1966. En raison de l'état de dégradation de certains murs et du Pavilion de Pell, Fort Ticonderoga fait l'objet d'une surveillance particulière par les NHL depuis 1998. La restauration du « magasin du roi » détruit par les Français en 1759 est achevée en 2008 selon les plans d'origines de Lotbinière. Il abrite désormais un centre d'enseignement et de congrès.

## Héritage

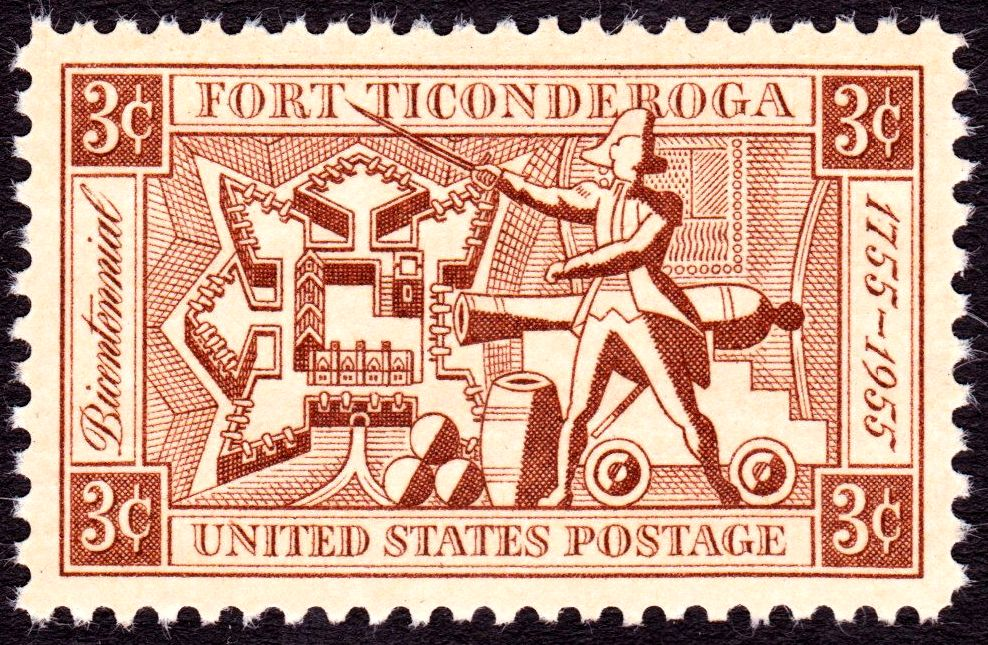
Timbre commémorant le bicentenaire de la construction de Fort Ticonderoga.

Fort Ticonderoga est évoqué dans de nombreux romans. En 1887, Robert Louis Stevenson publie un poème racontant la légende de Duncan Campbell, un officier écossais tué à la bataille de Fort Carillon hanté par le fantôme de son cousin. Cette légende a également donné lieu à plusieurs chansons. Au cinéma, deux films racontent l'histoire de Fort Ticonderoga. Réalisé en 1911, The Capture of Fort Ticonderoga a pour sujet l'épisode de la prise du fort par les Américains en 1775. En 1951, George Montgomery est le héros de Fort Ti, retraçant la bataille de Fort Carillon. Dans le film Starship Troopers, réalisé en 1997, une station de combat spatiale porte le nom de « Ticonderoga ».
Le nom de Ticonderoga a été donné à cinq navires de l'US Navy : une goélette (en), un sloop (en), un cargo (en), un porte-avions et un croiseur. Une classe entière de croiseurs porte également son nom.
Le fort a également donné son nom à la société Dixon Ticonderoga (en), fondée au début du XIXe siècle et fabriquant notamment les crayons Ticonderoga.
En 1955, un timbre est émis par US Post Office pour commémorer le bicentenaire de la construction du fort.

### Ouvrages spécialisés
- (en) René Chartrand, The Forts of New France in Northeast America 1600–1763, New York, Osprey Publishing, 2008, 64 p. (ISBN 978-1-84603-255-4)
- (en) Carl R. Crego, Fort Ticonderoga, Charleston, Arcadia Publishing, 2004, 128 p. (ISBN 978-0-7385-3502-9, lire en ligne)
- (en) Edward Pierce Hamilton, Fort Ticonderoga : Key to a Continent, Boston, Little Brown, 1964, 241 p.
- (en) J. E. Kaufmann et Tomasz Idzikowski, Fortress America : The Forts that Defended America, 1600 to the Present, Cambridge, Massachusetts, Da Capo Press, 2004, 416 p. (ISBN 978-0-306-81294-1)
- (en) Carroll Vincent Lonergan, Ticonderoga : Historic Portage, Ticonderoga, New York, Fort Mount Hope Society Press, 1959, 248 p.
- (en) Stephen Pell, Fort Ticonderoga : A Short History, Ticonderoga, New York, Fort Ticonderoga Museum, 1966, 100 p.

### Histoire militaire
- (en) Fred Anderson, Crucible of War : The Seven Years' War and the Fate of Empire in British North America, 1754–1766, New York, Vintage Books, 2000, 912 p. (ISBN 978-0-375-70636-3)
- (en) Fred Anderson, The War that made America : A Short History of the French and Indian War, New York, Viking, 2005, 293 p. (ISBN 978-0-670-03454-3)
- (en) William Henry Atherton, Montreal, 1535–1914 : Under the British Rule, vol. 1, Montréal, S. J. Clarke., 1914
- (en) Ruppert Furneaux, The Battle of Saratoga, New York, Stein and Day, 1971, 304 p.
- (en) Richard M. Ketchum, Saratoga : Turning Point of America's Revolutionary War, New York, Macmillan, 1999, 545 p. (ISBN 978-0-8050-6123-9)
- (en) James Kirby Martin, Benedict Arnold : Revolutionary Hero, New York, New York University Press, 1997, 535 p. (ISBN 978-0-8147-5560-0)
- (en) William Nester, The Epic Battles of the Ticonderoga, 1758, Albany, State University of New York Press, 2008, 276 p. (ISBN 978-0-7914-7321-4, présentation en ligne)
- (en) Justin H. Smith, Our Struggle for the Fourteenth Colony : Canada, and the American Revolution, vol. 1, New York, G.P. Putnam's Sons, 1907, 638 p.
- (en) Justin H. Smith, Our Struggle for the Fourteenth Colony : Canada, and the American Revolution, vol. 2, New York, G.P. Putnam's Sons, 1907, 635 p.
- (en) Donald I. Stoetzel, Encyclopedia of the French and Indian War in North America, 1754–1763, Westminster, Maryland, Heritage Books, 2008, 579 p. (ISBN 978-0-7884-4517-0)

### Autres sources
- (en) Patricia O. Afable et Madison S. Beeler, « Place Names », dans Ives Goddard, Handbook of North American Indians, vol. 17 : Languages, Washington, DC, Smithsonian Institution, 1996 (ISBN 978-0-16-048774-3)
- (en) Charles H. Ashton et Richard W. Hunter, National Register of Historic Places Inventory — Nomination : Fort Ticonderoga / Mount Independence National Historic Landmark, Washington DC, National Park Service, 1983, 29 p. (lire en ligne)
- (en) American Scenic et Historic Preservation Society, Annual Report, 1913, Albany, J.B. Lyon, 1913
- (en) Robert P. Davis, Where a man can go : Major General William Phillips, British Royal Artillery, 1731-1781, Westport, Greenwood Press, 1999, 209 p. (ISBN 978-0-313-31020-1, lire en ligne)
- (en) Margaret Foster, « Fort Ticonderoga Rededicates Green Replica of Building Lost in 1759 », Preservation,‎ 3 juillet 2008 (lire en ligne)
- Frederick J. Thorpe et Sylvette Nicolini-Maschino, « Biographie de Lotbinière », dans Dictionnaire biographique du Canada, 2000 (lire en ligne)
- (en) « The Ghost of Ticonderoga », sur Inverawe Ghost Stories